# 天王神社
天王神社（てんのうじんじゃ、てんおうじんじゃ)、天王社（てんのうしゃ、てんおうしゃ）は、牛頭天王・スサノオを祭神とする祇園信仰の神社。
津島神社（愛知県津島市）系統の神社にこの名称が使われることが見られる。他に祇園信仰に基づく神社名称としては、八坂神社（八阪神社・弥栄神社)、祇園神社、広峯神社、八雲神社、須賀神社、素盞嗚神社があり、時代や資料によって通用される。
現在の祭神は、牛頭天王を祭神とする神社は数社のみで、主に神仏習合で牛頭天王と習合されていたスサノオを祀っている神社が多く、明治の神仏分離の際、スサノオ以外に、古伝に記載された祭神に戻した神社もある。
明治以降、他社との合祀や、津島牛頭天王社の社名変更に伴い、津島神社などへの社名を変更した神社も数多い。また、神仏分離と合祀の影響で、牛頭天王以外の祭神になっている神社や、牛頭天王をスサノオ以外の神として解釈しているところも散見できる。地域によっては、その名残を天王という地名に見ることができる。

## 主な天王神社
- 天王神社 – 青森県上北郡七戸町七戸
- 天王神社 – 千葉県千葉市花見川区横戸町
- 天王神社 – 静岡県島田市阪本
- 天王神社 – 静岡県賀茂郡西伊豆町仁科
- 天王神社 – 新潟県新発田市天王 ： 須佐之男神社と背中合わせ
- 天王神社 – 京都府亀岡市宮前町神前
- 天王神社 – 京都府木津川市木津清水
- 天王神社 – 京都府相楽郡精華町菅井
- 天王神社 – 兵庫県明石市魚住町 ： 素盞嗚神社の通称
- 天王神社 – 和歌山県橋本市御幸辻
- 天王神社 – 和歌山県橋本市矢倉脇
- 天王八幡神社 – 岡山県新見市哲多町

## 主な天王社
- 牛頭天王社 – 東京都葛飾区奥戸
- 天王社 – 東京都品川区北品川 ： 荏原神社
- 天王社 – 神奈川県横浜市緑区長津田町
- 天王社 – 愛知県豊川市千歳通
- 天王社八幡宮 – 京都府京都市右京区常盤東ノ町
- 天王社 – 徳島県小松島市田野町